# Дакія (гідрокрейсер)

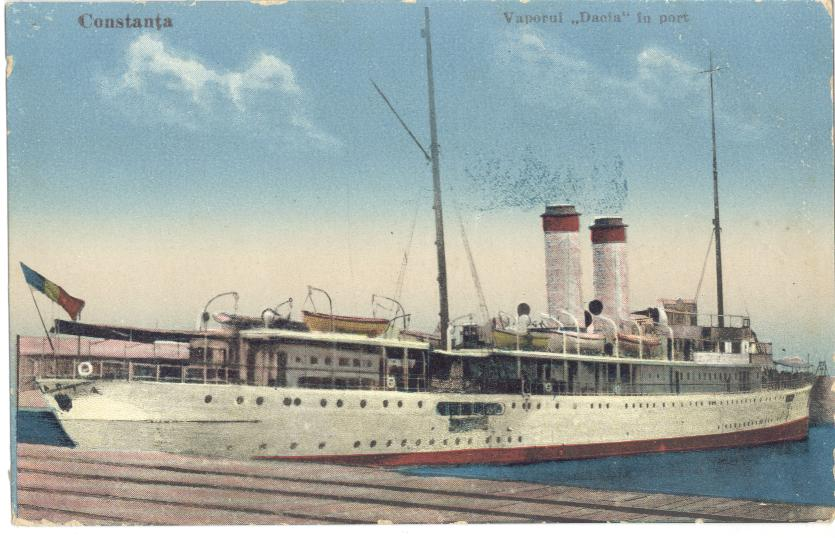
Пароплав «Dacia»

Гідрокрейсер «Дакія» (рум. Dacia) — будувався, як румунський пароплав. 1916 року переобладнаний у авіатранспорт (гідрокрейсер) та увійшов до складу Чорноморського флоту Російської імперії.
За часів національно-визвольних змагань (1917—1918 рр.) гідрокрейсер «Дакія» входив до складу Українських військово-морських сил.

## Історія корабля
Пасажирський пароплав «Дакія» будувався на Луарській верфі (Сен-Назер) у Франції, на замовлення Румунського уряду. Спущений на воду 1906 року.
1907 — увійшов до складу Румунської морської служби (Serviciului Maritim Roman). Ходив на пасажирському маршруті Констанца-Стамбул-Пірей-Олександрія.
З початком Першої Світової війни Румунія виступила на боці Антанти. Але офіційно оголосила війну Австро-Угорщині та Болгарії лише 27 серпня 1916 року, проте дуже швидко зазнала поразки на фронті.
З початком бойових дій, румунський уряд передав у розпорядження Імператорського російського військово-морського флоту, 5 великих вантажно-пасажирських пароплавів — «Дакія», «Імператор Траян», «Король Кароль», «Прінчіпеса Марія» та «Румунія». Які були включені до складу Чорноморського флоту, як посильні (допоміжні) крейсери.
Наприкінці 1916 року «Дакія» був перебудований у гідрокрейсер. На корабель було встановлено чотири 101 мм гармати, дві 75 мм зенітні гармати та розміщено два гідролітаки.
У 1917 році брав участь у бойових операціях на Чорному морі. Зокрема, у рейдах на порти Османської Імперії та операціях на Кавказі.
Після Лютневої революції значно актуалізувався національно-визвольний рух українців на Чорноморському флоті. Провідником українського руху стала рада Української чорноморської громади. У квітні 1917 року майже на всіх кораблях Чорноморської флоти вже існували українські корабельні ради, так само як у сухопутних частинах Севастопольської морської кріпості й повітрофлоті.
На «Дакії» був змішаний українсько-румунсько-російський екіпаж. На кораблі залишився румунський цивільний екіпаж, але керівництво та військовий екіпаж був набраний з моряків-чорноморців, переважна більшість яких складали українці.
На крейсері діяла українська корабельна рада. Протягом 1917 року моряки-чорноморці активно виступали на підтримку УНР та звертались до Центральної Ради з вимогою рішучих дій по українізації Чорноморського флоту та створенню Українських військово-морських сил.
12 жовтня 1917 року на відзначення українізації трьох кораблів Балтійського флоту: крейсера «Светлана» та ескадрених міноносців «Україна» та «Гайдамак» на всіх кораблях та установах Чорноморського Флоту, в тому числі й на гідрокрейсері «Дакія», на один день було піднято національні українські прапори та стеньгові сигнали «Хай живе вільна Україна».
14 січня 1918 року Центральна Рада прийняла «Тимчасовий Закон про український державний флот», відповідно до якого: «Російський Чорноморський флот… проголошується флотом Української Народної Республіки…» та «Українська Народна Республіка переймає на себе всі зобов'язання російського уряду щодо Чорноморського флоту й щодо утримання флоту й портів». Корабель увійшов до складу Військово-морських сил УНР.
Проте, на початку 1918 року більшовики окупували ненадовго південь України та Севастополь. Корабель було захоплено червоними загонами та 19 лютого перейменовано у «1907 рік». Його, разом з іншими колишніми румунськими судами, планувалось віддати у розпорядження, створеної більшовиками, «Автономної Верховної румунської колегії».
Проте Брестський мир змусив більшовиків забратися з України. Коли наприкінці квітня до півострова наблизилися частини Запорізької дивізії армії УНР під командою підполковника Петра Болбочана та німецькі війська, у Криму майже не залишилося більшовицьких загонів. Крейсеру було повернута первинна назва.
22 квітня 1918 року командувач Чорноморського Флоту контр-адмірал Михайло Саблін наказом по флоту оголосив, що «всі судна, портове майно, які знаходяться у портах Криму, є власністю Української Народної Республіки. А тому наказую скрізь, де треба, підняти українські прапори».
29 квітня, за наказом командувача, майже всі кораблі, установи, порти та фортеці Чорноморського флоту підняли український прапор.
Однак вже 30 квітня, через провокацію більшовиків, частина флоту виходить до Новоросійська. В той же час, у Києві, було проголошено створення Української Держави.
Командувачем Чорноморським Флотом було призначено Михайла Остроградського. Всі кораблі, що залишились у Севастополі, в тому числі й гідрокрейсер «Дакія», увійшли до складу Військово-морських сил Української держави.
Проте, німецьке командування розцінило вихід частини кораблів до Новоросійська як порушення Берестейського мирної угоди, й тимчасового інтернували всі військові кораблі.
10 червня 1918 р. на посаду Командувача Чорноморського Флоту та представника Гетьмана у Криму Павло Скоропадський призначив контр-адмірала В'ячеслава Клочковського. В результаті переговорів, на українських кораблях було знову піднято національні прапори, проте вони залишаються під частковим німецьким контролем.
Тим часом, посилаючись на умови мирного договору підписаного у Буфті (під Бухарестом), Румунія вимагала від Німеччини повернути свої кораблі.
За наполяганням Німеччини крейсер «Дакія» було повернуто до Румунії. Гідрокрейсер було знову перероблено на пароплав, працював на пасажирських маршрутах з Констанци. 1927 року на кораблі сталась пожежа і він був відправлений на реконструкцію.
1930 року пароплав знову вийшов у рейс. Ходив на маршруті Констанца-Стамбул-Пірей-Бейрут-Хайфа-Олександрія до початку Другої Світової війни у 1939 році.
У 1941 році корабель було реквізовано та перетворено на допоміжний крейсер (мінний загороджувач). «SMR Dacia» була оснащена трьома 105-мм гармати, двома 20-мм гарматами та установками мінування, що могли нести до 200 мін.
Став до ладу у жовтні 1941 року. Брав участь, разом з кораблями NMS Amiral Murgescu та «Король Кароль» у операції з мінування узбережжя поблизу Варни та вздовж румунського узбережжя. Ці міни стали причинами загибелі багатьох радянських військових субмарин (S-34, Sc-204, L-24 та інших).
28 березня 1942 року, під час чергової операції з мінування акваторії Чорного моря, крейсер зазнав нападу з боку радянських ВПС. Кілька бомб упало поряд з кораблем, і він зазнав деяких ушкоджень. «Дакія» був швидко відремонтований, 15 травня вже брав участь у мінуванні узбережжя поблизу Одеси та Дністровського Лиману.
Протягом 1942—1944 років корабель брав участь у військових діях на Чорному морі, операціях по мінуванні акваторії та обороні Констанци. 12 травня 1944 року, під чергової операції поблизу Севастополя, корабель зазнав нападу радянських ВПС та була пошкоджена, але повернувся до Констанци.
У серпні 1944, після зайняття Румунії радянськими військами, крейсер було конфісковано для потреб Чорноморського флоту.
Незабаром, 10 жовтня, підірвався на міні, поблизу Кавказького узбережжя.